# Gazdasági társaság
A magyar jogtudományban gazdasági társaság (Gt.) alatt természetes személyek, jogi személyek által üzletszerű közös gazdasági tevékenység folytatására alapított, saját cégnévvel rendelkező társaságot értünk. A gazdasági társaságokra vonatkozó hatályos szabályokat Magyarországon a Polgári Törvénykönyv tartalmazza. Gazdasági társaság bármely gazdasági tevékenységet folytathat, amit törvény nem tilt vagy nem korlátoz. A gazdasági társaság alapvető funkciója a gazdasági vérkeringésbe való bekapcsolódás, üzletszerű, huzamos ideig tartó gazdasági tevékenység.

## Formái
A magyar jogban a gazdasági társaságok tekintetében formakényszer érvényesül, azaz gazdasági társaság csak a törvény által meghatározott formákban alapítható, illetve működtethető:
- jogi személyként működő gazdasági társaságok
  - közös vállalat (2006. július 1. napja óta nem alapítható)
  - korlátolt felelősségű társaság
  - részvénytársaság
  - közkereseti társaság
  - betéti társaság

Valamennyi gazdasági társaság cégnévvel rendelkezik.

## Alapítása
A gazdasági társaság alapításához társasági szerződés, részvénytársaság alapításához alapszabály, egyszemélyes társaság alapításához pedig alapító okirat és a társaságnak a cégnyilvántartásba való bejegyzése szükséges. Gazdasági társaság alapításához – a korlátolt felelősségű társaság és a részvénytársaság kivételével – legalább két tag szükséges. A társasági szerződést valamennyi tagnak alá kell írnia. A részvénytársaság alapszabályát az alakuló közgyűlés fogadja el.
A társasági szerződést közjegyzői okiratba vagy ügyvéd, illetve az alapító jogtanácsosa által ellenjegyzett magánokiratba kell foglalni.
A társasági szerződésben meg kell határozni:
- társaság cégnevét és székhelyét
- társaság tagjait, nevük és lakóhelyük feltüntetésével
- társaság tevékenységi körét
- társaság jegyzett tőkéjét, a jegyzett tőke rendelkezésre bocsátásának módját és idejét,
- cégjegyzés módját
- vezető tisztségviselők nevét és lakóhelyét
- gazdasági társaság időtartamát, ha a társaságot határozott időre alapítják
- mindazt, amit a gazdasági társaságokról szóló törvény az egyes társasági formáknál kötelezően előír.

A gazdasági társaság a cégjegyzékbe történő bejegyzéssel, a bejegyzés napján jön létre.

## Vagyoni hozzájárulás
A gazdasági társaság alapításához valamennyi tag vagyoni hozzájárulása szükséges. E hozzájárulás révén szerzi meg a társaság az induló vagyonát. Ha a tag a társasági szerződésben vállalt vagyoni hozzájárulását az ott meghatározott időpontig nem szolgáltatja, az ügyvezetés harmincnapos határidő kiírásával felhívja a teljesítésre. Ha nem teljesít, úgy a tagsági jogviszonya a határidő lejártát követő napon megszűnik.

## Előtársaság
A létrehozni kívánt gazdasági társaság cégneve alatt az előtársasági létszakaszában is jogképes. A gazdasági társaság a társasági szerződés aláírásának napjától a létrehozni kívánt gazdasági társaság előtársaságaként működhet, de üzletszerű gazdasági tevékenységet csak a gazdasági társaság cégbejegyzése iránti kérelem benyújtását követően folytathat. A társaság a megkötött jogügyletekben a társaság elnevezése mellett a „bejegyzés alatt” („b.a.”) toldatot kell használni (például Minimo bt. b.a.)

## Az alapítás korlátozása
Természetes személy (ember) egyidejűleg csak egy gazdasági társaságban lehet korlátlanul felelős tag. Kiskorú személy nem lehet gazdasági társaság korlátlanul felelős tagja. Közkereseti és betéti társaság nem lehet gazdasági társaság korlátlanul felelős tagja. Korlátlanul felelős az a tag, aki a társaság tartozásaiért a saját teljes vagyonával felel.

## Szervezete

### Legfőbb szerv
A Gt. a közkereseti társaságnál és a betéti társaságnál a legfőbb szervet tagok gyűlésének nevezi. A tagok gyűlése tevékenységében való részvétel lehetőségét valamennyi tag számára biztosítani kell. A tagok gyűlése határoz a társaság mindazon ügyében, amelyet törvény vagy a társasági szerződés a hatáskörébe utal. A határozathozatal során valamennyi tagnak azonos mértékű szavazata van. A társasági szerződés ettől eltérően rendelkezhet, de legalább egy szavazat minden tagot megillet. A tagok gyűlése a leadható összes szavazatszámhoz viszonyított szótöbbséggel hozza meg határozatát. A határozathozatal egyszerű szótöbbséggel történik, kivéve azokat a kérdéseket, amelyek esetében törvény vagy a társasági szerződés háromnegyedes szótöbbséget vagy egyhangúságot ír elő.
A Gt. a korlátolt felelősségű társaságnál a legfőbb szervet taggyűlésnek nevezi. A taggyűlés a tagok összességéből áll. A taggyűlés akkor határozatképes, ha azon a törzstőke legalább fele vagy a leadható szavazatok többsége képviselve van. A társasági szerződés ennél nagyobb részvételi arányt is előírhat. A taggyűlés határozatait - ha törvény vagy a társasági szerződés eltérően nem rendelkezik - a jelen lévő tagok szavazatainak egyszerű többségével hozza meg. A Gt. meghatározza a taggyűlés kizárólagos hatáskörébe tartozó kérdéseket. A társasági szerződés a taggyűlés számára további hatásköröket állapíthat meg. Az egyszemélyes korlátolt felelősségű társaságnál a taggyűlési hatáskörbe tartozó kérdésekben az egyedüli tag dönt, és erről a vezető tisztségviselőket írásban köteles értesíteni.
A Gt. a részvénytársaságnál a legfőbb szervet közgyűlésnek nevezi. A közgyűlés a részvényesek összességéből áll. A közgyűlés akkor határozatképes, ha azon a szavazásra jogosult részvények által megtestesített szavazatok több mint felét képviselő részvényes jelen van. A közgyűlés határozatait - ha törvény vagy az alapszabály eltérően nem rendelkezik - a jelen lévő részvényesek szavazatainak egyszerű többségével hozza meg. A Gt. meghatározza a közgyűlés kizárólagos hatáskörébe tartozó kérdéseket. Az alapszabály a közgyűlés számára további hatásköröket állapíthat meg. Az egyszemélyes részvénytársaságnál a közgyűlés hatáskörébe tartozó ügyekben a részvényes írásban dönt, amelyről a vezető tisztségviselőket értesíteni köteles.

### Ügyvezetés
A gazdasági társaság ügyvezetését a társaság vezető tisztségviselői vagy a vezető tisztségviselőkből álló testület látja el. Ügyvezetésnek minősül a társaság irányításával összefüggésben szükséges mindazon döntések meghozatala, amelyek törvény vagy a társasági szerződés alapján nem tartoznak a társaság legfőbb szervének vagy más társasági szervnek a hatáskörébe.
- közkereseti társaságnál és betéti társaságnál az ügyvezetését az üzletvezetésre jogosult tag vagy tagok látják el
- korlátolt felelősségű társaság ügyvezetését egy vagy több ügyvezető látja el
- zártkörűen működő részvénytársaság ügyvezetését az igazgatóság mint testület vagy a vezérigazgató látja el
- nyilvánosan működő részvénytársaság ügyvezetését az igazgatóság mint testület vagy az igazgatótanács mint testület látja el

Ha a társasági szerződés másként nem rendelkezik, a vezető tisztségviselőket határozott időre, de legfeljebb öt évre kell megválasztani, illetve a társasági szerződésben kijelölni. A vezető tisztségviselői megbízás az érintett személy általi elfogadással jön létre. A vezető tisztségviselők újraválaszthatók és a társaság legfőbb szerve által bármikor, indokolási kötelezettség nélkül visszahívhatók.
A vezető tisztségviselők a gazdasági társaság ügyvezetését az ilyen tisztséget betöltő személyektől általában elvárható gondossággal - és ha a Gt. kivételt nem tesz - , a gazdasági társaság érdekeinek elsődlegessége alapján köteles ellátni.
Nem lehet gazdasági társaság vezető tisztségviselője:
- akit bűncselekmény elkövetése miatt jogerősen szabadságvesztés büntetésre ítéltek, amíg a büntetett előélethez fűződő hátrányos jogkövetkezmények alól nem mentesült.
- jogerős bírói ítélettel a vezető tisztség gyakorlásától eltiltottak, e tilalom hatálya alatt.

Megszűnik a vezető tisztségviselői jogviszony:
- megbízás időtartamának lejártával
- visszahívással
- törvényben megszabott kizáró ok bekövetkeztével
- lemondással
- a tisztségviselő halálával
- törvényben meghatározott esetekben

### Felügyelőbizottság
A tagok a gazdasági társaság ügyvezetésének ellenőrzése céljából jogosultak társasági szerződésükben felügyelőbizottság létrehozását előírni. A felügyelőbizottság legalább három, legfeljebb tizenöt tagból áll. Feladata: ellenőrizni a gazdasági társaság törvényes működését, határozatainak megtartását.

### Könyvvizsgáló
A könyvvizsgáló az ún. külső ellenőrzés szerve, szemben a belső ellenőrzés szerveként funkcionáló felügyelőbizottsággal.

## A gazdasági társaságok megszűnése

### Jogutód nélkül szűnik meg a gazdasági társaság
- társasági szerződésben meghatározott időtartam eltelt, vagy más megszűnési feltétel megvalósult
- társaság legfőbb szerve elhatározza a társaság megszűnését
- társaság tagjainak száma egyre csökken
- cégbíróság megszünteti
- jogszabály így rendelkezik

### A gazdasági társaság jogutóddal történő megszűnése
- Társasági formaváltással: a gazdasági társaság egyetemes jogutódlással más gazdasági társasági formát választ
- Egyesüléssel: gazdasági társaságok egyesülése esetén két vagy több gazdasági társaságból egyetlen gazdasági társaság keletkezik. Az egyesülés történhet:
  - összeolvadással
  - beolvadással.
- Szétválással: a gazdasági társaság két vagy több gazdasági társaságra válik szét. A szétválás történhet
  - különválással
  - kiválással.

## Külső hivatkozások
- 1875. évi XXXVII. törvénycikk
- 2013. évi V. törvény a Polgári Törvénykönyvről